# Liste der Monuments historiques in Le Subdray
Die Liste der Monuments historiques in Le Subdray führt die Monuments historiques in der französischen Gemeinde Le Subdray auf.

## Liste der Bauwerke
| Bezeichnung       | Beschreibung              | Standort | Kennzeichnung | Schutzstatus | Datum | Bild           |
| ----------------- | ------------------------- | -------- | ------------- | ------------ | ----- | -------------- |
| Kirche Notre-Dame | Erbaut im 12. Jahrhundert | (Lage)   | PA00096909    | Classé       | 1926  | weitere Bilder |

## Liste der Objekte
| Bezeichnung               | Beschreibung                     | Standort                        | Kennzeichnung | Schutzstatus | Datum | Bild |
| ------------------------- | -------------------------------- | ------------------------------- | ------------- | ------------ | ----- | ---- |
| Glocke                    | Bronze, 1516 gegossen            | in der Kirche Notre-Dame (Lage) | PM18000404    | Classé       | 1943  |      |
| Skulptur Madonna mit Kind | Stein, 14. oder 15. Jahrhunderts | in der Kirche Notre-Dame (Lage) | PM18000405    | Classé       | 1963  |      |